# Premio TV - Premio regia televisiva 2005
La quarantacinquesima edizione del Premio Regia Televisiva, condotta da Amadeus e Daniele Piombi, si svolse al teatro Ariston di Sanremo il 19 marzo 2005 e fu trasmessa in diretta su Rai Uno. La serata fu seguita da 5.040.000 telespettatori con uno share del 26,06%.

## Premi

### Top Ten
- Zelig Circus (Canale 5)
- Ballando con le stelle (Rai Uno)
- Paperissima (Canale 5)
- Affari tuoi (Rai Uno)
- Speciale per me, ovvero meno siamo meglio stiamo (Rai Uno)
- Striscia la notizia (Canale 5)
- Porta a Porta (Rai Uno)
- Lo Spaccanoci (Italia 1)
- La storia siamo noi (Rai Educational)
- Gaia - Il pianeta che vive (Rai Tre)

### Miglior programma in assoluto
- Affari tuoi (Rai Uno)

### Miglior programma per la giuria
- Speciale per me, ovvero meno siamo meglio stiamo (Rai Uno)

### Miglior personaggio femminile
- Michelle Hunziker

### Miglior personaggio maschile
- Paolo Bonolis

### Personaggio rivelazione
- Max Giusti

### Miglior fiction
- Il cuore nel pozzo (Rai Uno)

### Migliori attori
- Beppe Fiorello, Antonia Liskova e Leo Gullotta

### Miglior TG
- TG2

### Oscar speciale
- Gustavo Udovisi
- 50 canzonissime (premio alla trasmissione)

### Premio settimanale Gente "Donna dell'anno"
- Sabrina Ferilli